# Kuokkavaara
Kuokkavaara är ett naturreservat i Övertorneå kommun i Norrbottens län.
Området är naturskyddat sedan 2009 och är 1,5 kvadratkilometer stort. Reservatet omfattar bergen Kuokkavaara och Alanen Äijävaara och mellan dem sjön Kuokkajärvi. Reservatet består av tallskog med inslag av lövträd.